# Cidade Universitária (stacja metra)
Cidade Universitária – stacja metra w Lizbonie, na linii Amarela. Została otwarta 14 października 1988 w ramach rozbudowy tej linii do strefy Cidade Universitária de Lisboa.
Stacja znajduje się przy Av. Prof. Gama Pinto, umożliwiając dostęp do Cidade Universitária de Lisboa, Portugalskiego Archiwum Narodowego i Hospital de Santa Maria. Projekt architektoniczny jest autorstwa Jorge Sanchez i malarki Marii Heleny Vieira da Silva oraz Manuela Cargaleiro.